# Portsmouth (New Hampshire)
Portsmouth je město ve Spojených státech amerických. Nachází se v okrese Rockingham County ve státě New Hampshire. Ve městě žije přibližně 22 tisíc obyvatel a jeho rozloha činí 43,6 km². Město bylo založeno roku 1630. Leží na řece Piscataqua na hranici se státem Maine. Je populární turistickou destinací. Svůj název město nese po Portsmouthu ve Virginii.
Městem prochází silnice U.S. Route 4 a leží zde Mezinárodní letiště Pease, v minulosti se zde navíc nacházela Letecká základna Pease.

## Rodáci
- Nat Baldwin (* 1980) – americký hudebník
- Ronnie James Dio (1942–2010) – americký metalový zpěvák
- Frank Hamilton Nowell (1864–1950) – americký fotograf

## Partnerská města
- Carrickfergus, Spojené království
- Ničinan, Japonsko
- Pärnu, Estonsko
- Severodvinsk, Rusko